# José-Maria Flotats
Pour les articles homonymes, voir Flotats.
Josep Maria Flotats, de son nom complet Josep Maria Flotats i Picas est un acteur catalan d'expression française, catalane et espagnole, né le 12 janvier 1939 à Barcelone.

## Biographie
Son initiation aux arts de la scène a eu lieu en suivant les cours de théâtre, de 1959 à 1961, à l'École nationale supérieure d'art dramatique de Strasbourg (plus tard rattachée au Théâtre national de Strasbourg). Il a notamment joué sous la direction de Georges Wilson, de Jean Mercure au Théâtre de la Ville où il a interprété neuf pièces et de Jean-Louis Barrault. Récompensé par le prix Gérard-Philipe en 1970 pour l'ensemble de ses interprétations au Théâtre de la Ville, par le prix de la Critique française en 1980 pour son interprétation dans Une drôle de vie, il est pensionnaire de la Comédie-Française de 1981 à 1983.
Outre ses rôles et mises en scène au théâtre, il a également joué pour la télévision (incarnant notamment, en 1972, le rôle de Philippe le Long dans les quatre premiers épisodes du feuilleton Les Rois maudits) et, dans une moindre mesure, pour le cinéma.
De 1996 à 1998, il a été le premier directeur du Théâtre national de Catalogne, situé à Barcelone.

## Théâtre

### Metteur en scène

#### Œuvres écrites ou traduites en catalan
- 1984 : Una jornada particular, d’Ettore Scola jouée au Théâtre Condal de Barcelone
- 1985 : Cyrano de Bergerac, d'Edmond Rostand jouée au Théâtre Poliorama de Barcelone
- 1986 : El despertar de la primavera de Frank Wedeking, jouée au Teatre Poliorama de Barcelone
- 1986 : Infantillatges de Raymond Cousse jouée au Théâtre Poliorama de Barcelone
- 1986 : Per un si o per un no de Natalie Sarraute, jouée au Théâtre Poliorama de Barcelone, mise en scène de Simone Benmussa
- 1987 : El dret d’escollir de Brian Clark, jouée au Théâtre de Barcelone
- 1988 : L’illa de la memòria, première partie Lorenzaccio d’Alfred de Musset jouée au Théâtre Poliorama de Barcelone
- 1989 : L’illa de la memòria, deuxième partie El Misantrop de Molière jouée au Théâtre Poliorama de Barcelone
- 1991 : Ara que els ametllers ja estan batuts de Josep Pla, jouée au Théâtre Poliorama de Barcelone
- 1992 : Cavalls de mar Josep Lluis et Rodolf Sirera, jouée au Théâtre Poliorama de Barcelone
- 1993 : L’illa de la memoria, troisième partie Tot assajant Dom Juan de Louis Jouvet, jouée au Théâtre Poliorama de Barcelone
- 1994 : Cal dir-ho ? d’Eugène Labiche, jouée au Théâtre Poliorama de Barcelone
- 1997 : La Gavina, d'Anton Tchekhov, jouée au Théâtre national de Catalogne
- 2003 : Cosi fan tutte de Mozart au Liceo de Barcelone
- 2007 : Stalin de Marc Dugain. Théâtre Tívoli de Barcelone

#### Œuvres écrites ou traduites en espagnol
- 1992 : Don Quijote de Maurice Scaparra d’après Cervantès, jouée en tournée à New Cork, en Espagne et en Italie.pour l’Exposition de Sevilla'92 et au Théâtre Tívoli de Barcelone et au Théâtre María Guerrero de Madrid.
- 1998 : Arte de Yasmina Reza, jouée au Théâtre Marquina de Madrid
- 2002 : París, 1940, de Louis Jouvet – jouée au Théâtre Marquina de Madrid - Interprétation récompensée par le Premio de la Unión de Actores
- 2004 : La cena de Jean-Claude Brisville, jouée au Théâtre Bellas Artes de Madrid
- 2009 : El encuentro de Descartes con Pascal joven de Jean-Claude Brisville, jouée au théâtre Espagnol, Madrid
- 2010 : Beaumarchais de Sacha Guitry, jouée au théâtre Español de Madrid
- 2012 : La mecedora de Jean-Claude Brisville, jouée au théâtre Valle-Inclán, Centro Dramático Nacional, Madrid

### Acteur

#### Rôles en français
- 1964 : Victor ou les enfants au pouvoir de Roger Vitrac
- 1965 : Aurélie d’Egérie Mavraki
- 1965 : Le Cercle de craie caucasien de Bertolt Brecht
- 1966 : La bonne âme de Setchouan de Bertolt Brecht
- 1967 : Petit Malcolm contre les Enuques de David Halliwel, Théâtre des Arts
- 1967 : Le Roi Lear de William Shakespeare, mise en scène Georges Wilson, TNP Théâtre de Chaillot
- 1968 : L'Illusion comique de Corneille
- 1968 : Six personnages en quête d'auteur de Luigi Pirandello
- 1969 : Beaucoup de bruit pour rien de William Shakespeare
- 1969 : Pizarro et le soleil de Peter Shaffer, mise en scène Jean Mercure, Théâtre de la Ville
- 1969 : Œdipe-Roi de Vercors d’après Sophocle, mise en scène Rafael Rodriguez, Théâtre de la Ville
- 1970 : Early morning d'Edward Bond, mise en scène Georges Wilson, Festival d'Avignon, TNP Théâtre de Chaillot
- 1971 : La Guerre de Troie n'aura pas lieu de Jean Giraudoux, mise en scène Jean Mercure, Théâtre de la Ville et Festival d'Avignon (rôle : Hector)
- 1972 : Les Possédés d'Albert Camus d'après Fiodor Dostoïevski, mise en scène Jean Mercure, Théâtre de la Ville
- 1972 : Le Cid de Corneille, mise en scène Denis Llorca, Théâtre de la Ville
- 1973 : Le Long Voyage vers la nuit d'Eugene O'Neill, mise en scène Georges Wilson, Théâtre de l'Atelier
- 1974 : La Création du monde et autres bisness d'Arthur Miller, mise en scène Jean Mercure, Théâtre de la Ville
- 1975 : Othello de William Shakespeare, mise en scène Georges Wilson, Festival d'Avignon
- 1976 : L'Homme de cendres d'André Obey, mise en scène Jean-Pierre André, Festival de Vaison-la-Romaine
- 1976 : Le Genre humain de Jean-Edern Hallier, mise en scène Henri Ronse, Espace Pierre Cardin
- 1977 : Les Brigands de Friedrich von Schiller, mise en scène Anne Delbée, Théâtre de la Ville
- 1978 : Dom Juan de Molière
- 1978 : Edouard II d’Angleterre de Marlow d’après Bertolt Brecht
- 1978 : En attendant Godot de Samuel Beckett, mise en scène Otomar Krejča, Cour d'Honneur du Palais des Papes Festival d'Avignon
- 1978 : Zadig ou la destinée de Voltaire, mise en scène Jean-Louis Barrault, Théâtre d'Orsay
- 1980 : Une drôle de vie de Brian Clark, mise en scène Michel Fagadau, Théâtre Antoine, Théâtre des Célestins
- 1981 : Sertorius de Corneille, mise en scène Jean-Pierre Miquel, Comédie-Française Salle Richelieu
- 1981 : Andromaque de Racine
- 1982 : Les Caprices de Marianne d’Alfred de Musset
- 1982 : Dom Juan de Molière
- 1982 : Le Bourgeois gentilhomme de Molière
- 1983 : Intermezzo de Jean Giraudoux
- 1983 : La Seconde Surprise de l'amour de Marivaux

#### Rôles en catalan
- 1984 : Una jornada particular d’Ettore Scola
- 1985 : Cyrano de Bergerac d’Edmond Rostand
- 1986 : El despertar de la primavera de Frank Wedeking,
- 1986 : Per un si o per un no de Natalie Sarraute
- 1987 : El dret d’escollir de Brian Clark
- 1988 : Lorenzaccio d’Alfred de Musset
- 1989 : El Misantrop de Molière
- 1991 : Ara que els ametllers ja estan batuts de Josep Pla
- 1994: Cal dir-ho? d'Eugene Labiche, Alfred Duru et Jean-Laurent Cochet.
- 1993 : Tot assajant Dom Juan de Louis Jouvet
- 1997 : La Gavina, d'Anton Tchekhov : Boris Alexeïevitch Trigorin
- 2007 : Stalin de Marc Dugain.

#### Rôles en espagnol
- 1992 : Don Quijote de Maurice Scaparra d’après Cervantès
- 1998 : Arte de Yasmina Reza
- 2002 : París, 1940, de Louis Jouvet
- 2004 : La Cena de Jean-Claude Brisville
- 2009 : El encuentro de Descartes con Pascal joven de Jean-Claude Brisville
- 2010 : Beaumarchais de Sacha Guitry

## Filmographie

### Télévision (acteur)
- 1966 : Les Anges exterminés téléfilm réalisé par Michel Mitrani
- 1967 : Salle n°8, feuilleton réalisé par Jean Dewever et Robert Guez : Fernand Revel (ép. 49, 50)
- 1967 : Ne fais pas ça Isabella de Gilbert Pineau
- 1968 : Sarn de Claude Santelli : Gédéon
- 1969 : Les Frères Karamazov, réalisé par Marcel Bluwal : Ivan
- 1971 : La Petite Catherine téléfilm d’Alfred Savoir
- 1972 : Les Rois maudits, feuilleton en 6 épisodes réalisé par Claude Barma (épisodes 1 à 4 : le Roi de fer, la Reine étranglée, les Poisons de la couronne et la Loi des mâles) : Philippe le Long, comte de Poitiers puis roi de France et de Navarre (Philippe V).
- 1974 : Le deuil sied à Électre (trilogie d'Eugène O'Neill), réalisation Maurice Cazeneuve : Orin
- 1975 : Plus amer que la mort, feuilleton ou téléfilm, réalisation Michel Wyn : Pierre Quadrel
- 1976 : Don Juan ou l'Homme de cendres, téléfilm réalisé par Guy Lessertisseur d'après la pièce d'André Obey : Don Juan
- 1978 : Don Juan, réalisé par N... Arcady, d'après la pièce de Molière : Don Juan
- 1980 : Les Visiteurs feuilleton réalisé par Michel Wyn
- 1991 : Ara que els ametllers ja estan batuts, réalisé par lui-même : Josep Pla (sous le nom de Josep Maria Flotats)

### Cinéma
- 1966 : La guerre est finie, réalisé par Alain Resnais : Miguel
- 1968 : Tante Zita, réalisé par Robert Enrico : Simon
- 1970 : L'Amour, réalisé par Richard Balducci : Bob
- 1971 : L'Araignée d'eau, réalisé par Jean-Daniel Verhaeghe
- 1975 : L'important c'est d'aimer, réalisé par Andrzej Żuławski : doublage en français de l'acteur italien Fabio Testi, non crédité au générique
- 1975 : Aloïse, réalisé par Liliane de Kermadec : le nouveau médecin
- 1975 : Pim, pam, pum... ¡fuego!, réalisé par Pedro Olea : Luis
- 1975 : Jo, papá, réalisé par Jaime de Armiñán
- 1992 : Promenades d'été, réalisé par René Féret : François
- 1995 : Boca a boca, réalisé par Manuel Gómez Pereira : Bill/Ricardo (sous le nom de Josep Maria Flotats)

## Citation
« Les langues que je parle m'ont permis de m'agrandir. » Rapporté par Jacques Chirac, président de la République française, à l'issue d'une table ronde réunie le 4 octobre 1999 à la Casa de Velázquez à Madrid, sur le thème « L'Espagne et la France aux carrefours de la modernité » (source)

## Distinctions

### Récompenses
- Prix du Syndicat de la critique 1980 : Meilleur comédien pour Une drôle de vie
- 1985 : Fotogramas de Plata du meilleur interprète de théâtre (sous le nom de Josep María Flotats), pour son rôle dans Cyrano de Bergerac
- 1998 : Fotogramas de Plata du meilleur acteur de théâtre (sous le nom de Josep María Flotats), pour son rôle dans Arte (mis en scène par lui-même)
- 1999 : Médaille d'or du mérite des beaux-arts par le Ministère de l'Éducation, de la Culture et des Sports[2]

### Décorations
- Officier de la Légion d'honneur
- Chevalier de l'ordre des Arts et des Lettres
- Creu de Sant Jordi (1982)